# Collobiano
Collobiano é uma comuna italiana da região do Piemonte, província de Vercelli, com cerca de 113 habitantes. Estende-se por uma área de 9 km², tendo uma densidade populacional de 13 hab/km². Faz fronteira com Albano Vercellese, Casanova Elvo, Olcenengo, Oldenico, Quinto Vercellese, Villarboit.

## Demografia
| Variação demográfica do município entre 1861 e 2011                               |
|                                                                                   |
| Fonte: Istituto Nazionale di Statistica (ISTAT) - Elaboração gráfica da Wikipedia |